# Jon Lord
Jonathan Douglas Lord, mais conhecido como Jon Lord (Leicester, 9 de junho de 1941 — Londres, 16 de julho de 2012), foi um compositor, pianista e organista inglês, mais conhecido por ter integrado as bandas Deep Purple, Whitesnake, Paice, Ashton & Lord, The Artwoods e Flower Pot Men, além de ser pioneiro na fusão do rock com música clássica.
Em 1968, Lord fundou a banda de rock inglesa Deep Purple, onde, praticamente, era o líder da banda, até 1970. Ele e o baterista Ian Paice foram os únicos integrantes constantes da banda durante a fase inicial da sua existência (1968-1976) e, a partir do momento em que eles re-fundaram a banda, em 1984, até a saída de Lord da banda Deep Purple, em 2002.
Em 11 de novembro de 2010, Jon Lord foi eleito membro honorário da Faculdade de Stevenson, em Edimburgo. Em 15 de julho de 2011, foi concedido a ele um grau honorário de Doutor em Música pela Universidade de Leicester, em sua cidade natal.

## Carreira

### Deep Purple
O Deep Purple teve início em 1968, com o nome Roundabout (português: rotunda). A banda se apresentava na América a início como acompanhantes do artista Chris Curtis. A primeira formação, que lançou três discos de pouca repercussão (Shades of Deep Purple, The Book of Taliesyn e o álbum homônimo Deep Purple) contava com o vocalista Rod Evans, o guitarrista Ritchie Blackmore, o baixista Nick Simper, e o baterista Ian Paice, além do próprio Jon Lord nos teclados. O nome Deep Purple foi sugerido por Ritchie Blackmore, e retirado de uma música que a sua avó gostava.

Jon Lord em 1976.

Em 1969, resolveram arriscar uma mudança no direcionamento musical da banda, convidando o vocalista Ian Gillan (ex-Episode Six) e o baixista Roger Glover (ex-Episode Six), passando a buscar um estilo que misturasse música clássica europeia ao hard rock, que surgia na Inglaterra, com as bandas Yardbirds e Led Zeppelin. O primeiro álbum com esta formação, com o sugestivo nome de Concerto for Group and Orchestra foi recebido com respeito (e um pouco de estranheza) pela crítica. Não foi, todavia, um grande sucesso de público. Dariam uma virada de 180 graus em 1970, com o álbum Deep Purple in Rock, que com seu hard rock direto e bem-feito, rapidamente chegou ao topo das paradas, transformando imediatamente os Deep Purple em uma banda muito conhecida e influente. São deste disco alguns dos primeiros grandes clássicos da banda, tais como "Speed King" e "Child in Time".
O álbum Fireball, de 1971, confirmou o sucesso da banda, e com o álbum Machine Head (um dos clássicos do rock de todos os tempos, lançado em 1972) atingiram o auge de sua fama. Constam deste álbum dois de seus maiores hits, o hino "Smoke On The Water" (com o riff mais marcante da história do hard rock) e a contagiante "Highway Star". A turnê que se seguiu rendeu um outro álbum clássico, o ao vivo Made In Japan.
O Northern Echo publicou uma entrevista com o lendário Jon Lord, em que ele discute o seu passado com os Deep Purple, e a difícil decisão de deixar a banda.
"Foi terrível sair. Era a minha banda, eu era um membro fundador e os caras eram grandes amigos meus. Eu passei noites e noites sem dormir, mas percebi que estava começando a gostar menos da situação e ficando apenas acostumado com a mesma. De repente me descobri pensando que não gostaria de tocar noite após noite, e quando percebi aquilo, eu sabia que tinha de tomar uma decisão. Eu verifiquei se seria possível tirar um ano de férias, mas eles disseram que não achavam isso viável. Então eu disse que, naquele caso, teria de sair."
Em 2002, Jon Lord deixou o Deep Purple e em seu lugar entrou o tecladista Don Airey (ex-Rainbow, ex-Ozzy Osbourne). Em 2004, gravou um single chamado "The Sun Will Shine Again" com Anni-Frid Frida Lyngstad, ex-integrante do grupo sueco ABBA.

## Morte
Jon Lord faleceu em Londres, no Clinic Hospital, aos 71 anos de idade após sofrer uma embolia pulmonar. Lord sofria de câncer no pâncreas e estava ao lado de sua família na hora de sua morte. Lord deixa mulher e duas filhas. Foi sepultado em Hambleden (St. Mary) New Churchyard, Buckinghamshire, na Inglaterra.

## Discografia
Note que estão listados apenas os principais e mais expressivos trabalhos da carreira de Jon Lord.

### Álbuns solo
- 1972 Gemini Suite
- 1974 First of the Big Bands (com Tony Ashton)
- 1974 Windows (com Eberhard Schoener)
- 1976 Sarabande
- 1982 Before I Forget
- 1998 Pictured Within
- 2004 Beyond The Notes
- 2008 Boom of the Tingling Strings
- 2008 Durham Concerto
- 2010 To Notice Such Things
- 2011 Jon Lord Blues Project Live
- 2011 Jon Lord Live (Bucharest 2009)

### Com Deep Purple
- Shades of Deep Purple (1968)
- The Book of Taliesyn (1968)
- Deep Purple (1969)
- Concerto for Group and Orchestra (1969, ao vivo)
- In Rock (1970)
- Fireball (1971)
- Machine Head (1972)
- Made In Japan (1972, ao vivo)
- Who Do We Think We Are (1973)
- Burn (1974)
- Stormbringer (1974)
- Come Taste the Band (1975)
- Perfect Strangers (1984)
- The House of Blue Light (1987)
- Slaves and Masters (1990)
- The Battle Rages On... (1993)
- Purpendicular (1996)
- Abandon (1998)
- In Concert with the London Symphony Orchestra (2000, ao vivo)

### Com Whitesnake
- Trouble (1978)
- Lovehunter (1979)
- Ready an' Willing (1980)
- Come an' Get It (1981)
- Saints & Sinners (1982)
- Slide It In (1984)

### DVDs solo
- 2003 Jon Lord With Pictures (documentário em DVD)
- 2004 Beyond The Notes Live (DVD)